# Běloozerské knížectví
Běloozerské knížectví (rusky Белозерское княжество) bylo středověké ruské knížectví s hlavním městem Běloozero (dnes se nazývající Bělozersk) v rozmezí 13. až 15. století. Knížectví se rozkládalo na území moderní Vologdské oblasti kolem jižních břehů Bílého jezera. Vzniklo roku 1238, kdy se Běloozero osamostatnilo na Rostovském knížectví a stalo se centrem nového státního útvaru.
Zajímavostí je, že knížata běloozerská se mohla hlásit k odkazu mongolského dobyvatele Čingischána, zakladatele mongolské veleříše, protože první kníže Gleb Vasiljevič pojal za manželku dceru chána Sartaka ze Zlaté hordy a tímto výhodným svazkem upevnil postavení svého panství. Navzdory tomu přijalo knížectví svrchovanost Moskevského velkoknížectví v roce 1389 a velkokníže Dmitrij Donský jej udělil svému synovi Andreji Dimitrijeviči. Roku 1486 se knížectví stalo formální součástí velkoknížectví a tamní rurikovská dynastie přesídlila do Moskvy, kde se její potomci rozvětvili do několika rodů, z nichž mnohé linie trvají až do současnosti. Z těchto rodů jsou nejvýznamnější Běloselští-Bělozerští.